# Vass György (színművész)
Vass György (Szeged, 1975. március 11. –) Jászai Mari-díjas magyar színész, rendező.

## Életpályája
Családjával 1981-ben Sarkadra költözött. A szentesi Horváth Mihály Gimnáziumban érettségizett, majd a békéscsabai Regionális Színházművésztért Alapítvány iskolájában tanult. 1998-ban végzett a Színház- és Filmművészeti Főiskolán.
1996 óta az Újszínházban játszik, ahol főiskolai gyakorlatát is töltötte. Színházi rendezései 2015-től láthatóak többek között az Újszínházban, az RS9 Színházban, az Art-Színtérnél

## Színházi szerepei
- Peter Shaffer: Equus Alan: Alan Strang – Színház- és Filmművészeti Főiskola, 1996
- Stanislaw Witkiewicz: Hőbörgő János Mátyás Károly: Albínó – Katona József színház, Kamra, 1996
- Tankred Dorst: Merlin, avagy a puszta ország: Parzival – Új Színház, 1996
- William Shakespeare: Hamlet : Marcellus – Új Színház, 1996
- Bertold Brecht: Jó embert keresünk: Fiú – Új Színház, 1996
- Réthly Attila: In Floribus: Flóri – Színház- és Filmművészeti Főiskola, 1997
- Csokonai Vitéz Mihály: Özvegy Karnyóné és a két szeleburdiak: Tipptopp – Új Színház, 1997
- Edward Bond: Megváltás: Mike – Új Színház, 1997
- Friedrich Dürrenmatt: Angyal szállt le Babilonba: Akki – Új Színház, 1997
- Gogol: Kártyások: Zamuhriskin – Színház- és Filmművészeti Főiskola, 1997
- Bertold Brecht: Baal: Mech, fuvaros, favágó, zenész, bolond – Katona József színház, Kamra, 1998
- Henrik Ibsen: Nóra: Krogstad Színház- és Filmművészeti Főiskola, 1998
- Bohumil Hrabal: Gyöngéd barbárok: Eman – Új Színház, 1998
- Christopher Marlow: Doctor Faustus: Famulus, Német Római császár – Új Színház, 1998
- Bertold Brecht: Egy nagyváros Dzsungelében: Az Üdvhadsereg fiatal papja – Új Színház, 1999
- Georg Büchner: Woyzeck: Andres – Új Színház, 1999
- Alonso Alegría: Kötélen a Niagara fölött: Carlo – Fővárosi Nagycirkusz, 1999
- Peter Weiss: Jean-Paul Marat üldöztetése és meggyilkolása, ahogy a charentoni elmegyógyintézet színjátszói előadják : Koko – Gyulai Várszínház, 1999
- Carlo Goldoni: Szégyentelenek: Filipetto Grozzola – Új Színház,1999
- William Shakespeare: Szentivánéjji álom: Sipák Ferenc – Budatétényi Kastély Színház, 1999
- Alfred Jarry: Übü király: Pillér töstér – Új Színház, 2000
- Georg Büchner: Leonce és Léna: Valerio – Új Színház, 2000
- Euripidész-Dulay: Phaedra 2000: Theraménes – Szkéné, 2000
- Szomory Dezső: Hermelin: Kürthy Kökény – Új Színház, 2001
- Maxim Gorkíj: Éjjeli menedékhely: Színész – Új Színház, 2001
- Tóth Ede: A falunk rossza: Rendező – Új Színház, 2001
- Lőrinczy Attila: A csoda alkonya: Zahes – Új Színház, 2002
- Mihail Bulgakov: Álszentek összeesküvése: Hűség testvér – Új Színház, 2002
- Teopler zoltán: Ó, Moliere: Moliere – Új Színház, 2002
- Kiss Csaba: Világtalanok: Pista – Új színház, 2003
- Moliere: Úrhatnám polgár: Cleonte – Új Színház, 2003
- August Strinberg: Csak bűnök és bűnök: Munch – Új Színház, 2003
- Zalán Tibor – Huzella Péter: Angyalok a tetőn: Balfácán angyal – Új Színház, 2003
- William Shakespeare: Szentivánéji álom: Lysander – Új Színház, 2004
- ... és keressük az igazságot – József Attila verseiből összeállította – Új Színház, 2004
- Michael Frayn: Még egyszer hátulról: Tim, az ügyelő – Új Színház, 2004
- Maxx Frisch: Biedermann és a gyújtogatók: A Rendőr – Új Színház, 2004
- Szép Ernő: Vőlegény: Zoli – Új Színház, 2005
- Gozzi: Turandot: Kínai Császár – Új Színház, 2005
- Péterfy Gergely: A vadászgörény: Sanyi – Új Színház, 2005
- Peter Weis: Marat Sade üldöztetése és meggyilkolása, ahogy a charentoni elmegyógyintézet színjátszói előadják: Koko – Új Színház, 2006
- Dale Lanner: Vadorzók: Crupier, Fotós, George, Nikosz Panandropulosz – Új Színház, 2006
- William Shakespeare: Romeó és Júlia: Benvolio – Új Színház, 2006
- Moliere: A fösvény: Valer – Új Színház, 2007
- Nagy Ignác – Parti-Nagy Lajos: Tisztújítás: Hajlósi – Új Színház, 2007
- Én egy szemüveges kisfiú vagyok: Színész – Új Színház, 2007
- Jordi Garcerán: Grönholm módszer: Carlos – Új Színház, 2008
- Búss Gábor – Hársing Hilda: Keleti pu.: Rendőr, Targoncás, Szerelő, Tűzoltó, MÁV-os – Új Színház, 2008
- Hunyady Sándor: Egy júliusi éjszaka: Báró – Új Színház, 2008
- Roger Vitrac: Victor, avagy a gyermekuralom: Victor – Új Színház, 2008
- Magyar Dal Gálaestje: Előadó – Vígszínház, 2009
- Carlo Goldoni: Nyári kalandok: Filipo – Új Színház, 2009

## Film- és tévészerepei
- A leghidegebb éjszaka (2000)
- Szentek és bolondok (2000)
- Kisváros (2001)
- A hídember (2002)
- Ébrenjárók (2002)
- Magyar szépség (2003)
- A harmadik fiú (2006)
- Tavasz, nyár, ősz (2007)
- Hajónapló (2009)
- Üvegtigris 3. (2010)
- Hőskeresők (2013)
- Világszép nádszálkisasszony (2013)
- Marika nem cica (2014)
- Parkoló (2014)
- Csonka délibáb (2015)
- Kossuthkifli (2015)
- Aranyélet (2015)
- Kojot (2017)
- Jóban Rosszban (2018)
- Lajos Fábián megöletése (2019)
- A béke követei (2020)
- Apatigris (2023)
- A mi kis falunk (2024)
- …a szomszéd tehene (2024)
- A renitens (2025)

## Díjai és kitüntetései
- Paulay Ede-díj (2002)
- Jászai Mari-díj (2019)[3]